# محمد البريك
محمد إبراهيم محمد البريك (مواليد 15 سبتمبر 1992م) لاعب كرة قدم سعودي يلعب في نادي نيوم السعودي، والمنتخب السعودي لكرة القدم.

## مسيرته الكروية
محمد البريك كان في أكاديمية شباب الهلال بين 2009 حتى 2014. في عام 2014 تمت ترقيته إلى الفريق الأول. غادر في عام 2015 على سبيل الإعارة إلى نادي الرائد السعودي.

### الرائد
في 29 يناير 2015، تمت إعارة البريك إلى نادي الرائد. ساعد البريك في بقاء نادي الرائد ضمن دوري المحترفين ب 18 نقطة وإبعاده عن الهبوط إلى دوري الدرجة الأولى.

### الهلال
في 20 أكتوبر 2015، سجل البريك هدفه الأول ضد التعاون. بعد ذلك فاز البريك بكأس ولي العهد. في كأس السوبر 2016، سجل البريك هدفه الثاني، لكن الهلال خسر بركلات الترجيح. أصبح لاعباً أساسياً مع مدرب الهلال رامون دياز. في موسم 2016/17، فاز في الدوري وكأس الملك.
حقق البريك مع الهلال دوري المحترفين 6 مرات، ودوري أبطال آسيا مرتين، وكأس الملك 4 مرات، وكأس ولي العهد مرة واحدة، والسوبر 3 مرات، إضافة إلى وصافة كأس العالم للأندية 2022م.
شارك البريك مع الهلال في 286 مباراة سجل فيها 12 هدفًا، بينما قدم 57 تمريرة حاسمة، وفق موقع «ترانسفير ماركت» العالمي.

### نيوم
في سبتمبر 2024م انتقل البريك إلى نادي نيوم بعد اتفاق إدارة نادي نيوم بشكل نهائي مع محمد البريك على تمثيل الفريق الأول لكرة القدم بعقد يمتد لثلاثة أعوام.

## مسيرته الدولية
- في يونيو عام 2018، أُختير البريك وضُمَّ إلى التشكيلة النهائية للمنتخب السعودي وشارك بمونديال كأس العالم 2018 في روسيا.[7]
- اختير ضمن تشكيلة المنتخب السعودي في كأس العالم 2022 في قطر.[8]

### مشاركاته الدولية
الإحصائيات حتى المباراة التي لعبها في 26 نوفمبر 2022
| المنتخب السعودي | المنتخب السعودي | المنتخب السعودي |
| السنة           | الظهور          | الاهداف         |
| --------------- | --------------- | --------------- |
| 2016            | 1               | 0               |
| 2017            | 6               | 1               |
| 2018            | 11              | 0               |
| 2019            | 7               | 0               |
| 2020            | 2               | 0               |
| 2021            | 5               | 0               |
| 2022            | 10              | 0               |
| المجموع         | 42              | 1               |

## بطولات

### الهلال
- كأس السوبر السعودي 2015، 2018
- كأس ولي العهد السعودي 2015-16
- الدوري السعودي للمحترفين 2016–17، 2019-2020، الدوري السعودي للمحترفين 2020–21
- كأس خادم الحرمين الشريفين 2017، 2019-20، 2022–23
- دوري أبطال آسيا 2019
- دوري أبطال آسيا 2021

## روابط خارجية
- محمد البريك على موقع الاتحاد الدولي (مؤرشف)  (الإنجليزية)
- محمد البريك على موقع قاعدة بيانات كرة القدم.إي يو (الإنجليزية)
- محمد البريك على موقع ناشيونال فوتبول تيمز (الإنجليزية)
- محمد البريك على موقع Soccerway.com (الإنجليزية)
- محمد البريك على موقع عالم كرة القدم.نت (الإنجليزية)
- محمد البريك على موقع كووورة
- Mohammed Al-Breik profile at Saudi League